# Базалеті (Душетський муніципалітет)
Базалеті (груз. ბაზალეთი) — село в Грузії.
За даними перепису населення 2014 року в селі проживає 758 осіб.